# Çakmakdüzü, Divriği
Çakmakdüzü là một xã thuộc huyện Divriği, tỉnh Sivas, Thổ Nhĩ Kỳ. Dân số thời điểm năm 2011 là 86 người.